# Дейзі Мері
Де́йзі Ме́рі (англ. Daisy Marie), нар. 6 лютого 1984 року, в Лос-Анджелесі, Каліфорнія) американська порноакторка і модель.

## Біографія
Дитинство провела, в основному, в місті Сейлем штату Орегон, часто зі сім'єю гостювала у родичів в місті Сакатекас, Мексика. Починаючи з 2002 року знялась у понад 320 порнофільмах, позувала для багатьох порножурналів. У 2005 році знялась у скандально відомому відеокліпі репера 50 Cent на композицію «Disco Inferno».
Фіналістка реаліті-конкурсу Jenna's American Sex Star на кабельному телеканалі Playboy TV.
Була на обкладинці червневого номера журналу Penthouse в 2008 році, тоді ж була вибрана дівчиною місяця (Pet of the Month).